# Smithville (Geórgia)
Smithville é uma cidade localizada no estado americano de Geórgia, no Condado de Lee.

## Demografia
Segundo o censo americano de 2000, a sua população era de 774 habitantes.
Em 2006, foi estimada uma população de 947, um aumento de 173 (22.4%).

## Geografia
De acordo com o United States Census Bureau tem uma área de 6,6 km², dos quais 6,6 km² cobertos por terra e 0,0 km² cobertos por água.

## Localidades na vizinhança
O diagrama seguinte representa as localidades num raio de 20 km ao redor de Smithville.